# 본디지

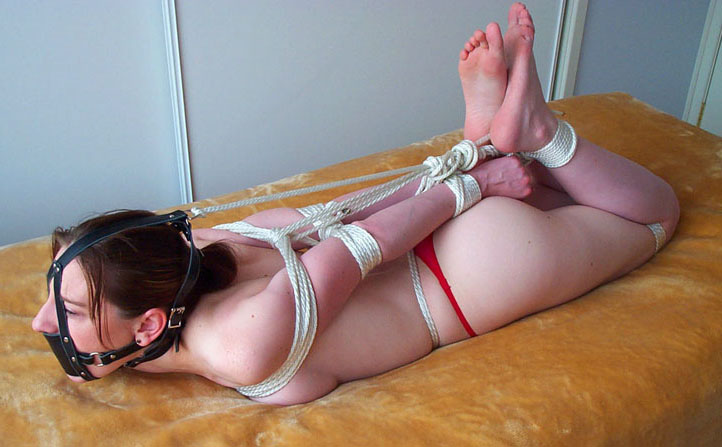

본디지(bondage)는 성적 흥분을 하기 위한 구속 행위나 구속을 위한 도구이다.

## 의미
본디지는 본래 구속 상태를 나타내는 영어이다. 영어로는 Bondage이다. '속박', '구속', '노예의 신분', '노예 상태'를 가리키는 말이다.

## 위험과 안전 대책
본디지를 즐기기 위해서는 다양한 안전 대책이 필요하고, 또한 파트너가 충분히 신용할 수 있는 인물이여야 하는점이 무엇 보다도 중요하다. 주의해야 될 점은 다양하지만 다음과 같은 점을 볼 수 있다.
- 행위를 끝내기 위해서 말하는 단어인 세이프워드(safeword)를 사전에 정해두고, 불쾌한 경우에는 즉시 이 세이프워드를 외쳐서 본디지를 그만두게한다.
- 음주상태로 본디지를 하지 않는다.
- 구속된 사람을 다른 사람의 눈이 닿는 곳에 방치하지 않는다.
- 목 주변에 끈이나 로프를 묶지 않는다. 목걸이의 경우에는 충분한 여유가 있는지를 확인한다.
- 가슴등이 압박받아 호흡이 곤란해지는 자세로 방치하지 않는다.
- 가위나 나이프를 준비하여 본디지 도구가 고장나거나, 매듭이 풀리지 않게되었을 경우에도 바로 구속을 풀수있도록 해 둔다.
- 머리를 전부 가리는 것이나, 입에 끼우는 물건을 사용할  때에는 호흡이 가능한지를 확인하고, 삼켜 버렸을 경우에도 (어떤 사정으로 구토한 경우에는 토사물이 나온다.) 목에 걸리지 않게 되어있는 것을 고른다.

## 세이프 워드
단어를 정하고 서브미시브가 그 단어를 외칠 시 플레이를 중단한다.
본디지 플레이의 경우, 지배적인 파트너와 복종적인 파트너와의 행위는 롤플레이가 되는 경우가 많다. 그래서 복종적인 파트너는 기분을 고조시키기 위해서 "싫어" 라든가 "그만둬" 라고 하는 단어를 말한다. 이 단어를 그대로 받아들이면 일일이 플레이를 중단해야 되지만, 만일 무시하고 플레이가 이어진다면, 정말로 "싫어"로 그만두었으면 하는 경우에도 멈추는 수단이 없게 된다. 그래서 사전에 파트너끼리 "행위를 끝내기 위해 말하는 단어"를 정해 두고 그 단어를 말한 경우에는 즉시 그만두는 것이 서로의 신뢰관계를 유지하는 방법이 된다. 하지만 재갈 등을 선호하는 경우에는 세이프 워드를 말하는 것이 곤란해진다. 이 경우에는 제스처 등 어떤 형태로의 방법으로 행위의 중단을 전하는 여유를 남겨 두는 것이 필요하다.

## 같이 보기
- BDSM
- 강압복
- 러버 페티시즘(일본어판)
- 정조대